# 桂川 (淀川水系)
桂川（かつらがわ）は、京都府を流れる淀川水系の一級水系。

## 地理
京都府京都市左京区広河原と南丹市美山町佐々里の境に位置する佐々里峠に発する。左京区広河原、左京区花脊を南流するが、花脊南部で流れを西へと大きく変える。京都市右京区京北地区を東西に横断し、南丹市日吉町天若の世木ダム、同市日吉町中の日吉ダムを経由、以降は亀岡盆地へと南流する。亀岡市の中央部を縦断し、保津峡を南東に流れ、嵐山で京都盆地に出て南流、伏見区で鴨川を併せ、大阪府との境で木津川、宇治川と合流し淀川となる。

### 表記
歴史的には葛野川あるいは大井川などとも呼ばれてきたが、明治以前は流域全体を表す統一した名称がなかった。
1896年（明治29年）4月に旧河川法が公布され、同年6月の施行以降、行政上の表記は「桂川」に統一されている。国土地理院の測量成果においても、全流域において「桂川」の表記に統一されており、他の呼称が用いられることはない。
ただし、京都府や京都市はその発行する文書類において大堰川、保津川、桂川を使い分けて記述している。これは各流域の人々が地元を流れる川を各々の名称で呼びならわして来た歴史があるからである。特に、上流地域ではいまだにその流域によって呼び名を使い分けている。
すなわち、嵐山の渡月橋から下流は桂川でよいが、渡月橋から上流を大堰川、この大堰川のうち、亀岡から保津峡を流れる間を保津川と呼ぶ。大堰川をさらに遡ると、園部辺りで桂川、京北地区から源流までは上桂川ともいう。

一つの川が桂川ともよばれ、大堰川ともよばれる。あるいは保津川ともよばれる。日本の河川の名のややこしさである。（中略）…統一せよ。という声がたとえあっても、それぞれの名に歴史・風土の上の実感が累積しているために、そうはいかない。“歴史・風土の上での実感”ということが、ひとことでいえば文化そのものなのである。（中略）地名を統一しようとした郵政省のようなやり方は、合理主義であっても文化にとっては敵なのである。—司馬遼太郎、「嵯峨散歩」『街道をゆく 26』

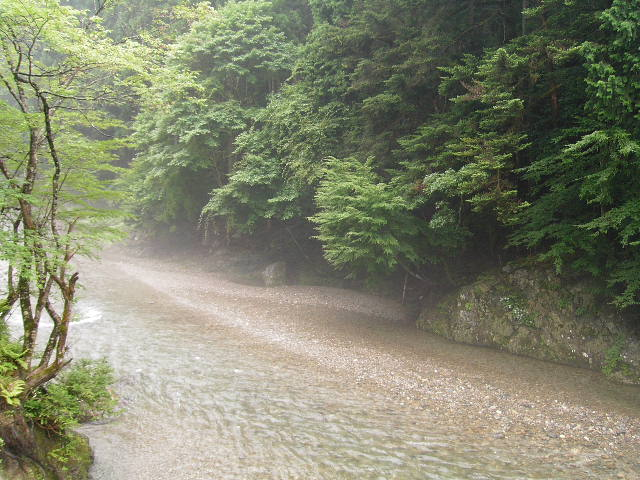
上流域（花脊）
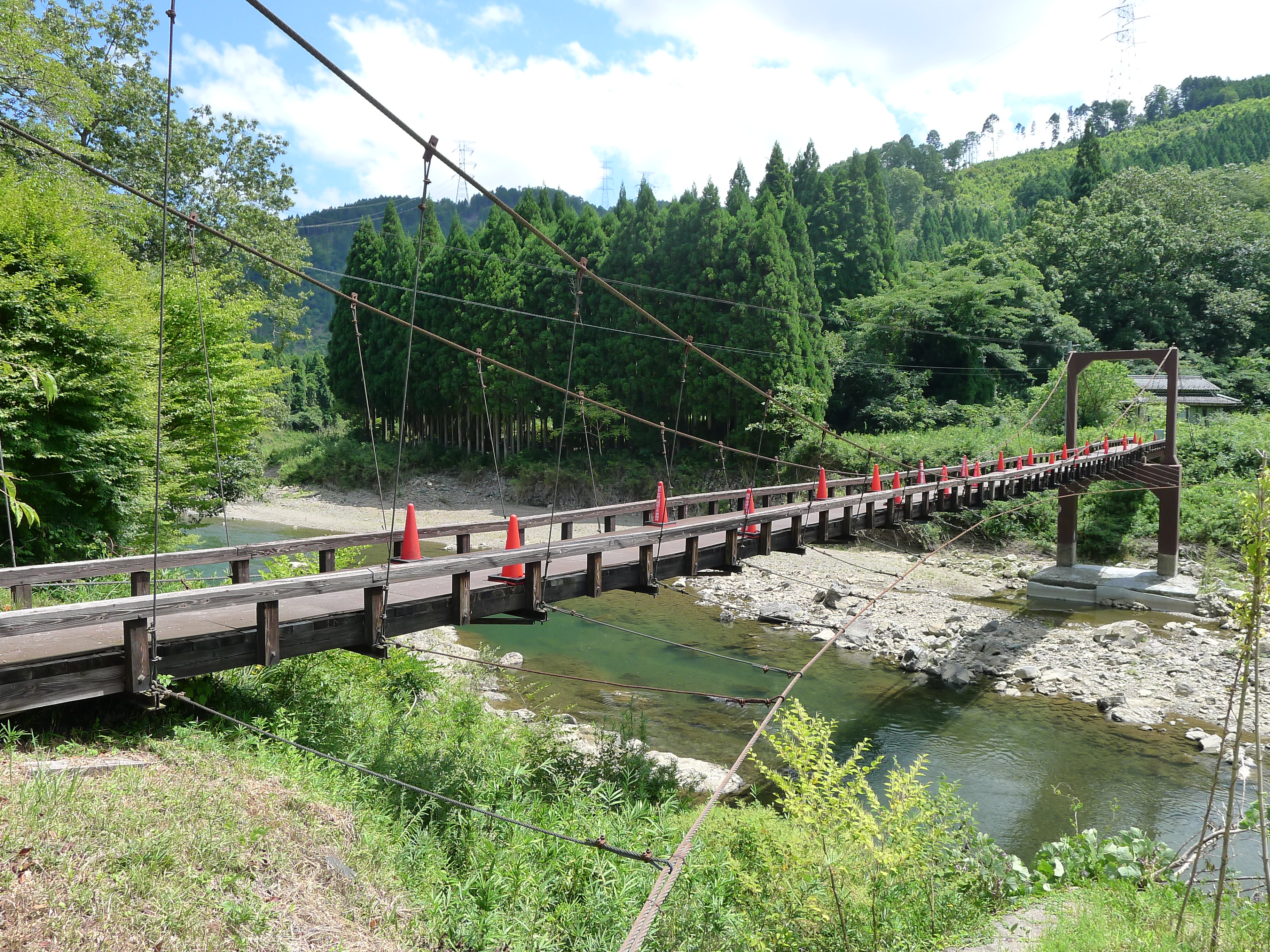
上桂川の魚ヶ渕吊橋
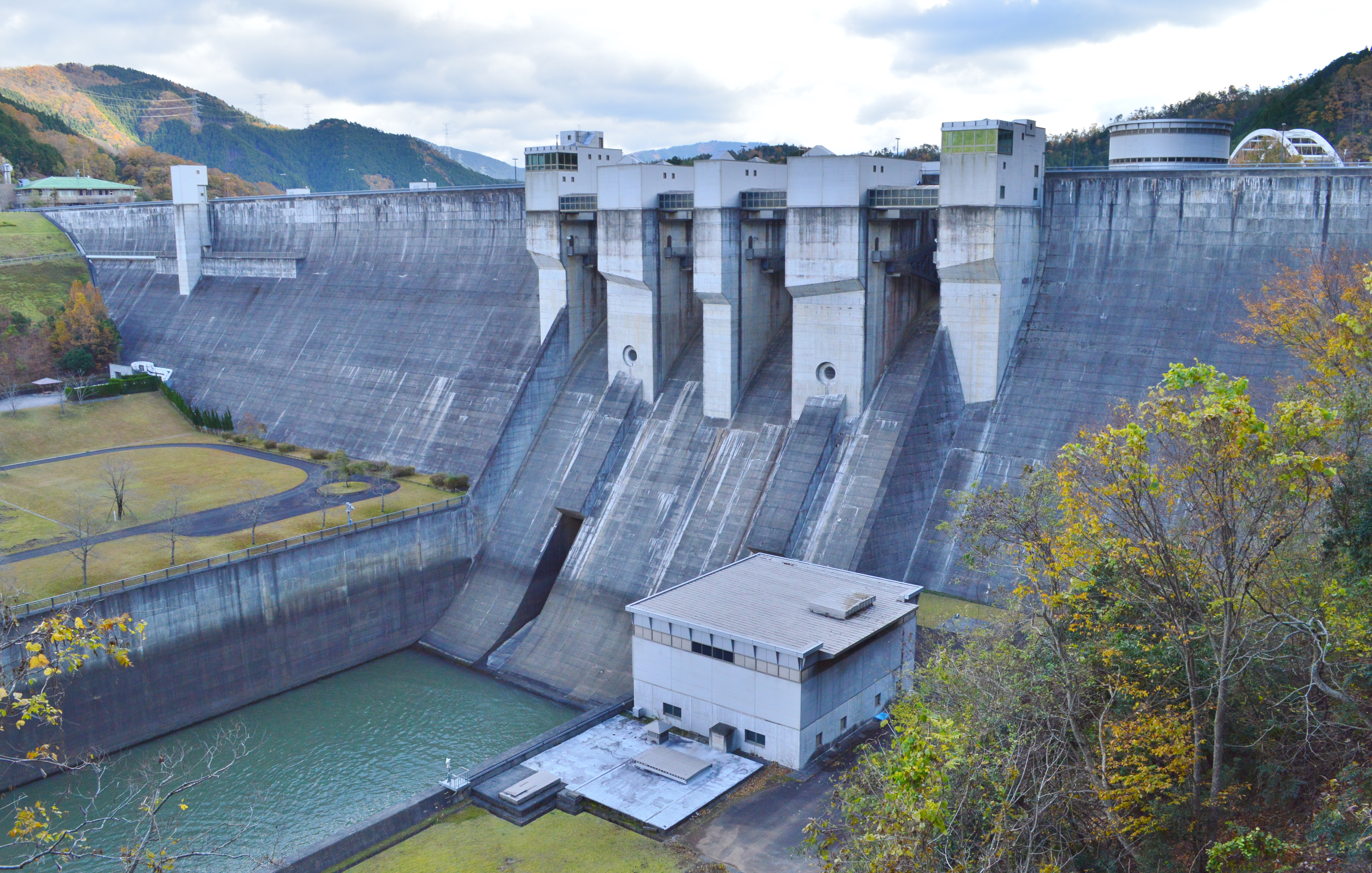
日吉ダム
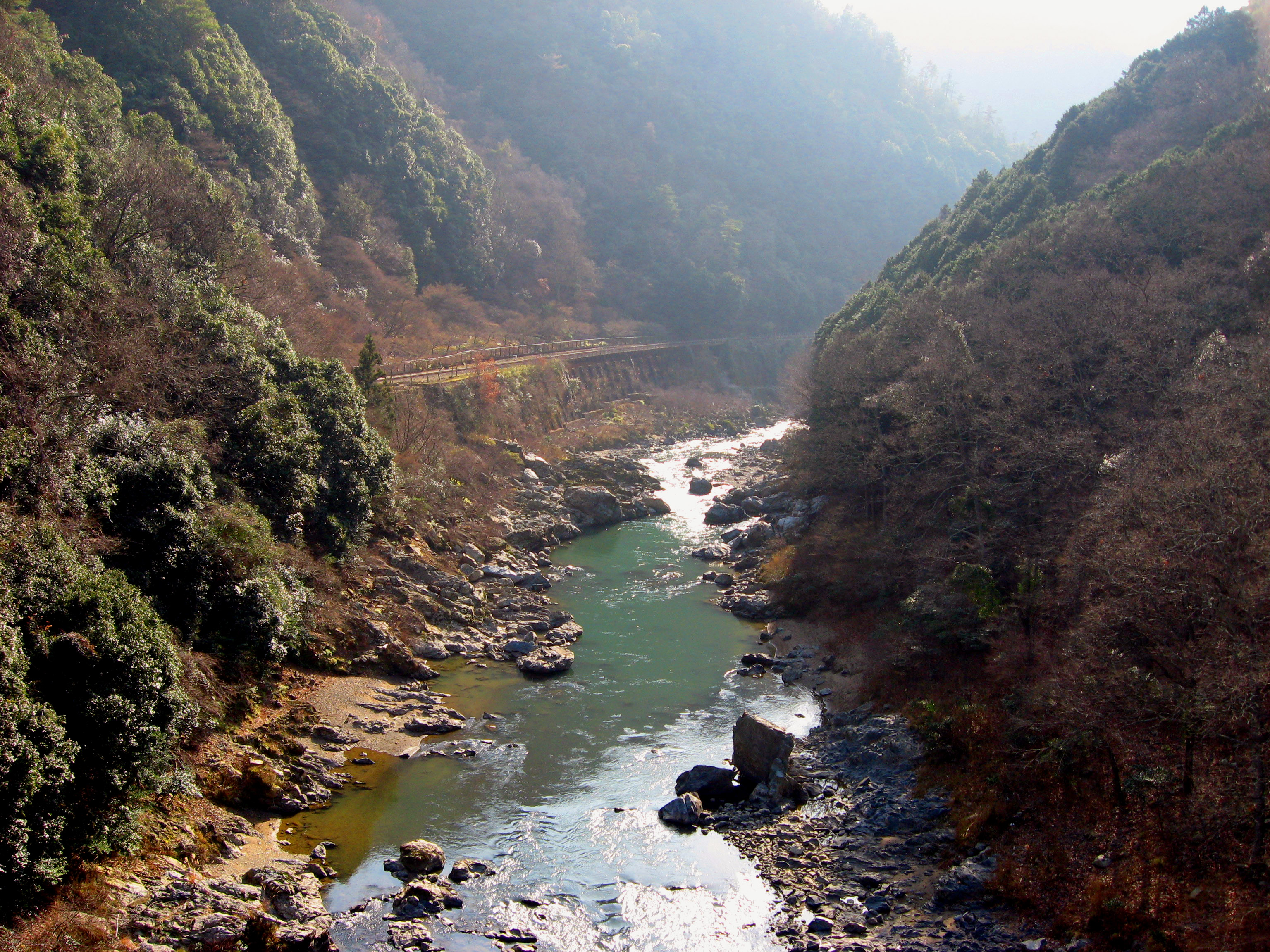
保津峡
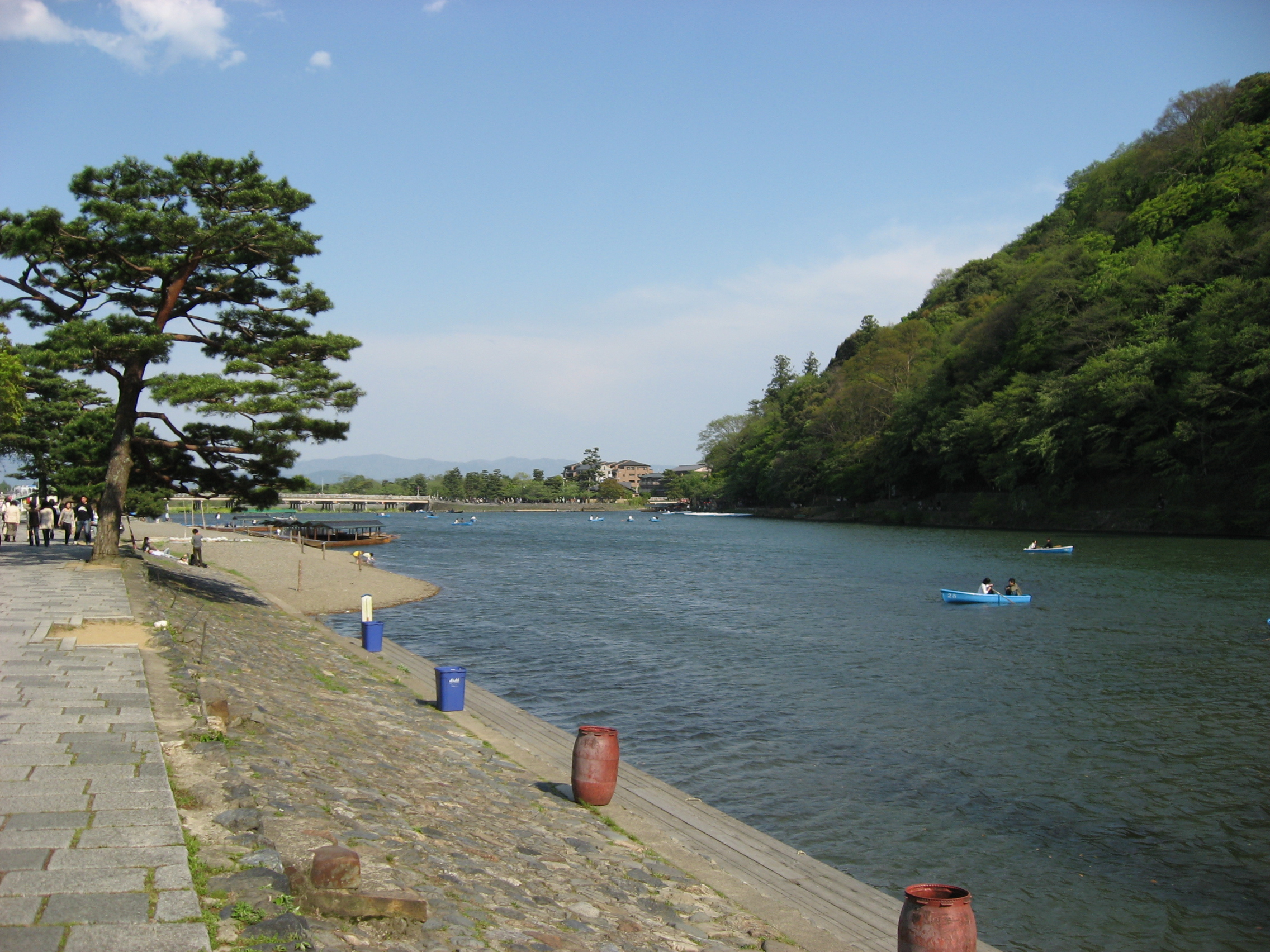
嵐山・千鳥が淵付近
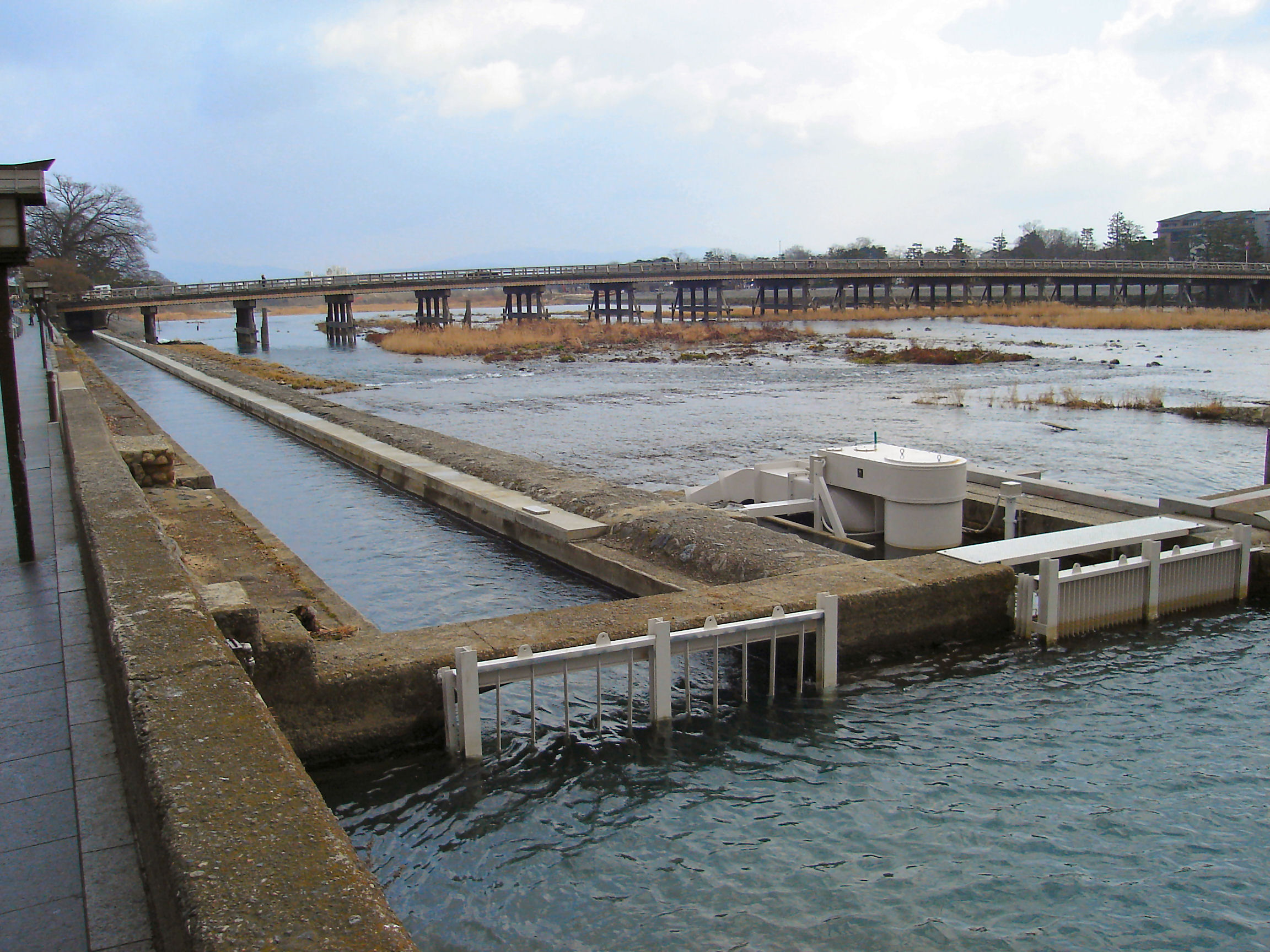
西高瀬川の分岐点
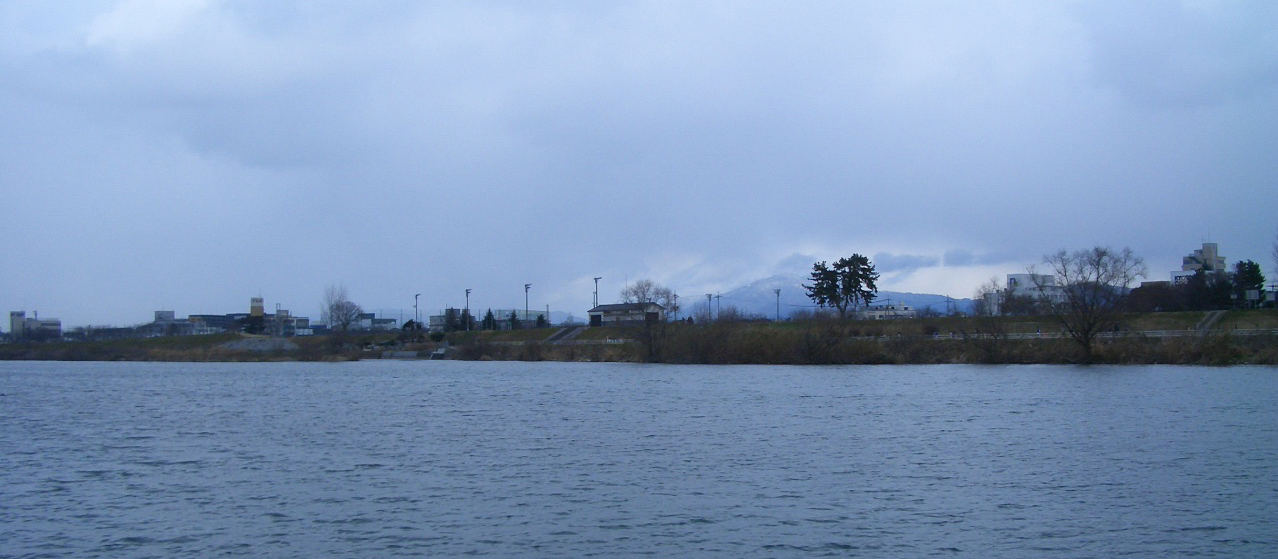
京都市内の桂川

## 流域の自治体
京都府（*は左岸のみに位置する自治体）
京都市（左京区・右京区）、南丹市、亀岡市、京都市（右京区・西京区・南区・伏見区）、乙訓郡大山崎町、八幡市*
公的には京都府内で完結するとされているが、淀川との合流点とされている場所から分水堤が府境を越えて伸びており、増水時を除いて、実際に淀川に合流するのは大阪府三島郡島本町である。

## 自然
アユ
保津川のアユは美味しい、とグルメ漫画「美味しんぼ」の中でも登場する。
アユモドキ
かつて南丹市八木町や亀岡市周辺の水田や支流が生息域でだったが、八木町のアユモドキは1980年まで絶滅、かろうじて亀岡駅-馬堀駅周辺で生息が確認されている。しかし周辺での宅地開発・京都府の京都スタジアムの建設計画、台風18号による大規模な浸水被害、外来魚の侵入など、予断を許さない。

## 名所

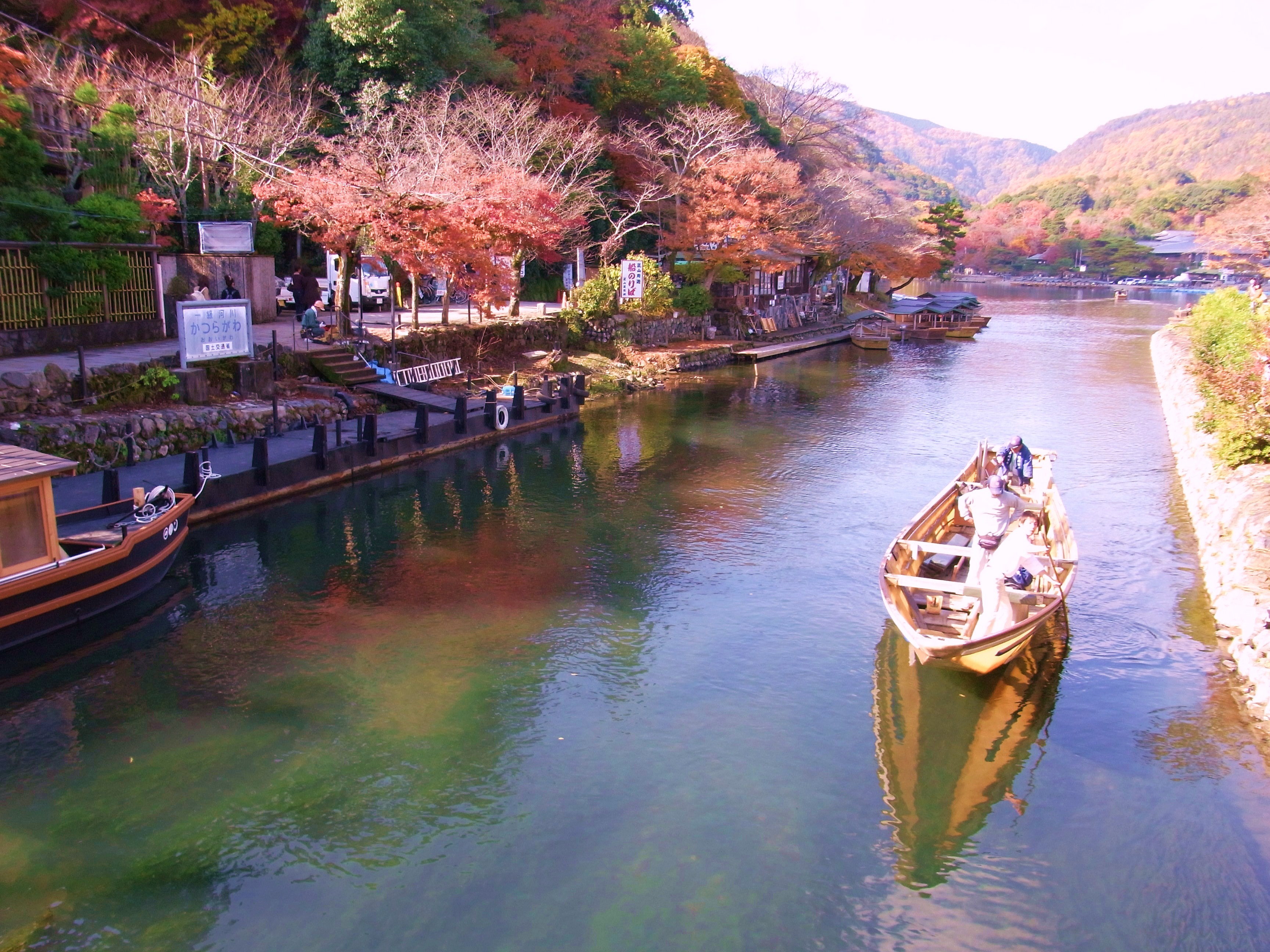
「嵐狭めぐり」（嵐山通船南乗り場 2009年11月26日撮影）

- 保津川下り

京都の観光ルートの一つ。阪急桂駅より京阪京都交通バスで40分。トロッコ亀岡駅から連絡バスで乗船場まで約15分。JR亀岡駅から徒歩10分。遠目から見れば穏やかな川も、いざ小船で下るとなると急流に見えると言う。
- 府道801号京都八幡木津自転車道線

嵐山の渡月橋から京都府木津川市の泉大橋までの全長約45kmを結ぶサイクリングロード。宮前橋から南に進むと桂川から離れ、木津川を沿っていくルートになる。桂川ルートは京都市、木津川ルートは京都府が管轄している。

## 歴史

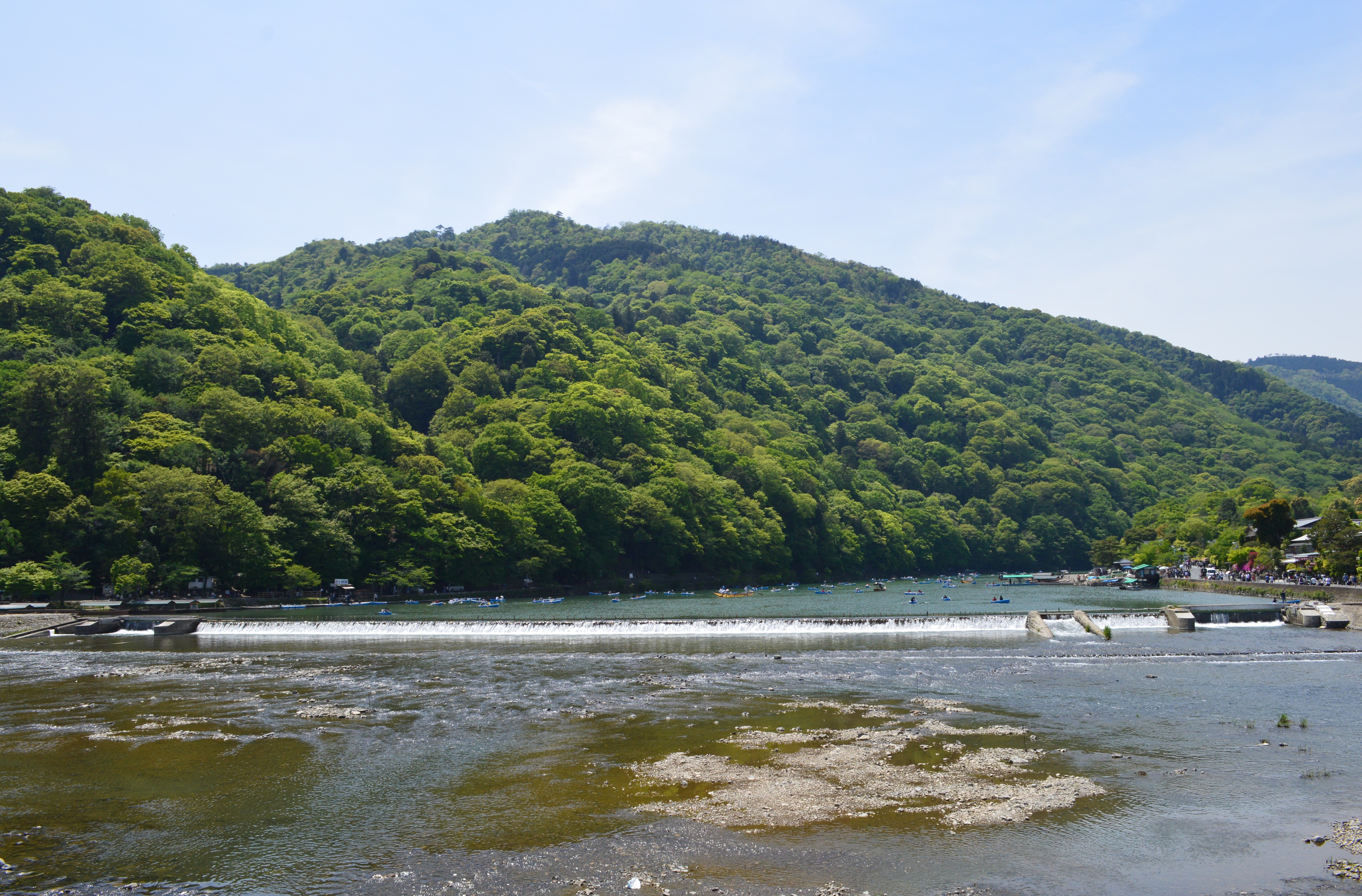
現在の葛野大堰（一の井堰；渡月橋上流部）

『山城国風土記』（逸文）や『日本後紀』によると、京都盆地流入以南の桂川は、古くは「葛野川（かどのがわ、葛野河）」と称されていた。古代は氾濫も多く、5世紀以降に嵯峨や松尾などの桂川流域に入植した秦氏によって治水が図られていた。「秦氏本系帳」によると、秦氏は桂川に「葛野大堰（かどののおおい）」を築いて流域を開発したといい、「大堰川」の川名もこの堰に由来すると推測される。『雑令』集解古記にも「葛野川堰」と見えることから、この大堰は実在したものと考えられている。また下嵯峨から松尾にかけての桂川東岸の罧原堤（ふしはらづつみ）も、その際に築造されたといわれる。これら秦氏による当地方の開発は、流域の古墳の分布から5世紀後半頃と見られ、現在も一帯には秦氏に関連する多くの寺社が残っている。
その後、嵐山周辺および上流域では「大堰川」または「大井川」（大堰と大井は同義）、嵐山下流域以南では「桂川」または「葛河（かつらがわ）」と称されるようになった。『土佐日記』では「桂川」、『日本紀略』では「大堰川」、『徒然草』では「大井川」の記載が見える。うち『徒然草』の第51段では、嵯峨野の亀山殿に大井川から水を引く様子を伝えている。『雍州府志』では、川の西に「桂の里」が有ることから嵯峨より南の下流域を「桂川」と呼ぶようになったとあり、それより上流にあたる嵐山流域を「大井川」としている。
平安京造営の時、現在の右京区京北町の木材を京都に運搬するなど、桂川の流れは丹波と山城、摂津の木材輸送によく用いられた。17世紀に入ると嵐山の豪商であり政商の角倉了以が桂川を開削し、現在の丹波町与木村から下流の淀や大坂まで通じることになったため、船運が発達した。園部・保津・山本・嵐山・梅津・桂津などは湊町として栄えた。

### 水害史
桂川は嵐山より下流・明治以降だけと区切っても、1885年（明治18年）7月の台風・1889年（明治22年）8月の台風・1896年（明治29年）7.8.9月の台風・1907年（明治40年）8月の台風・1917年（大正6年）10月の台風「大正大水害」・1950年（昭和25年）9月のジェーン台風・1953年（昭和28年）9月の台風13号・1967年7月7-12日かけての梅雨、などで桂川堤防の破堤・小畑川などの支流の破堤や桂川からの逆流による水害が多数発生している。このほか1935年（昭和10年）6月の鴨川水害のときにも天神川・御室川が氾濫、水害後河川の付け替え工事が行なわれている。
また2013年9月の台風18号では、湿った北風が桂川の源流の丹波山地にぶつかり大量の豪雨が降り注ぎ、
南丹市園部町横田で園部川が決壊・保津峡でボトルネックになる亀岡駅周辺では浸水して池のようになるなど、亀岡市・南丹市・京丹波町の2市1町で床上浸水131戸、床下浸水400戸を出し亀岡市の浄水場の取水口に濁流が流れ込み一時亀岡市内が断水した。嵐山地区では渡月橋付近からあふれ出し周辺を浸水させ、周辺旅館では宿泊客をボートに載せて避難させ、中ノ島に取り残されていた飲食店従業員12名は消防隊により午前6時半までに助け出された。支流の有栖川が溢れ右京区梅津地区・さらに鴨川と合流する伏見区羽束師付近でも床上浸水するなど大きな被害が発生した。西京区・向日市の水害対策の切り札「いろは呑龍トンネル（貯水能力10万7千m2）」も特別警報が発表される前の16日午前4時半ごろに満水してしまい向日市寺戸で床上浸水4戸床下浸水102戸を出した。
この水害を受けて国土交通省近畿地方整備局淀川河川事務所は嵐山地区の河川はん濫対策のため渡月橋下流200mにある桂川6号井堰の撤去を決めた。桂川6号井堰は渡月橋周辺の景観保持のために1963年に設置された。この堰の完成により渡月橋付近の河床の低下が防げるようになったが、洪水時に水面を30cm上昇させることがわかったため撤去されることになった。堰の撤去により河床が最大1.7m低下することが予想されるため、現在の護岸の基礎よりも深く掘れてしまうほかコンクリートブロックの河床が露出する可能性がある。そのため自然石風とした護岸の改築を含めた桂川6号井堰の撤去工事が2016年から2017年にかけて実施された。また、2018年12月10日に渡月橋上流の左岸に全国初の可動式止水壁を2019年度中に設置することを決定した。

## 主な支流

### 源流域 - 上桂川流域
- 早稲谷川
- 能見川
- 寺谷川
- 八枡川
- 別所川
- 片波川
- 灰屋川
- 井戸祖父谷川
- 小塩川
- 稲荷谷川
- 弓削川
- 細野川
- 明石川

### 日吉ダム - 大堰川流域
支流河川のうち南丹市八木で合流する三俣川と亀岡市内で合流する七谷川に天井川となっている区間がある。
- 中世木川
- 木住川
- 田原川
- 園部川
- 三俣川（2.95kmが天井川）
- 千々川
- 犬飼川
- 七谷川（1.74kmが天井川）
- 愛宕谷川
- 曽我谷川
- 雑水川
- 年谷川
- 西川
- 鵜ノ川

### 保津川流域
- 水尾川
- 清滝川

### 桂川以降
- 西芳寺川
- 有栖川
- 天神川
- 鴨川
  - 高野川
- 西羽束師川
- 小畑川
- 小泉川

## 主な橋梁

### 一般道路
数字は渡月橋からの距離(km)
- 0.0 渡月橋 （右京区嵯峨・西京区嵐山）府道29号
- 1.8 松尾橋 （右京区梅津・西京区嵐山）四条通・市道186号
- 3.6 上野橋 （右京区梅津・西京区桂）梅津街道・府道132号
- 4.5 西大橋（右京区西京極・西京区桂）五条通・国道9号線
- 6.4 桂大橋 （右京区西京極・西京区桂）府道142号・七条通・八条通・山陰街道

- 8.8 久世橋（南区吉祥院・南区久世）国道171号・府道14号・府道201号・久世橋通。
  - 1932年開通。1953年に架け替え、1970年3月に上り線の新久世橋が開通。
- 9.6 祥久橋 （南区吉祥院・南区久世）
- 11.8 久我橋（南区上鳥羽・伏見区久我）府道202号
- 14.1 羽束師橋 （伏見区横大路・伏見区羽束師）府道79号・京都外環状線
- 17.1 宮前橋（伏見区淀）府道204号

### 高速道路
- 桂川大橋（南区上鳥羽・伏見区久我）名神高速道路
- 天王山大橋（八幡市・大山崎町）京滋バイパス・国道478号

### 鉄道橋梁
- 保津川橋梁（京都市右京区）嵯峨野観光鉄道嵯峨野観光線　元々は京都鉄道（現・山陰本線）の鉄道橋として、1899年（明治32年）に造られた。現在の山陰本線は複線電化時に保津峡を5つの橋梁とトンネルが造られそこを渡っている。
- 桂川橋梁（京都市右京区・西京区）阪急電鉄京都本線
- 桂川橋梁（京都市南区・西京区）
  - 東海道本線上流側から単線上路ボックスガーダー橋12連、これは貨物線で、向日町車庫から山陰線への回送列車・「関空特急はるか」なども走行している。上り線（内・外線）が下路ポニーワーレントラス橋12連（単線桁並列）で桁は明治44年製で、近代土木遺産に選定されている。その下流側に下り線（内・外線）下路プラットトラス橋12連（複線桁）で昭和3年竣工で長さ365m。こちらも近代土木遺産に選ばれている。
  - 東海道新幹線…曲率半径が550 mの急曲線となるため、橋梁自体がカーブしている珍しい構造。

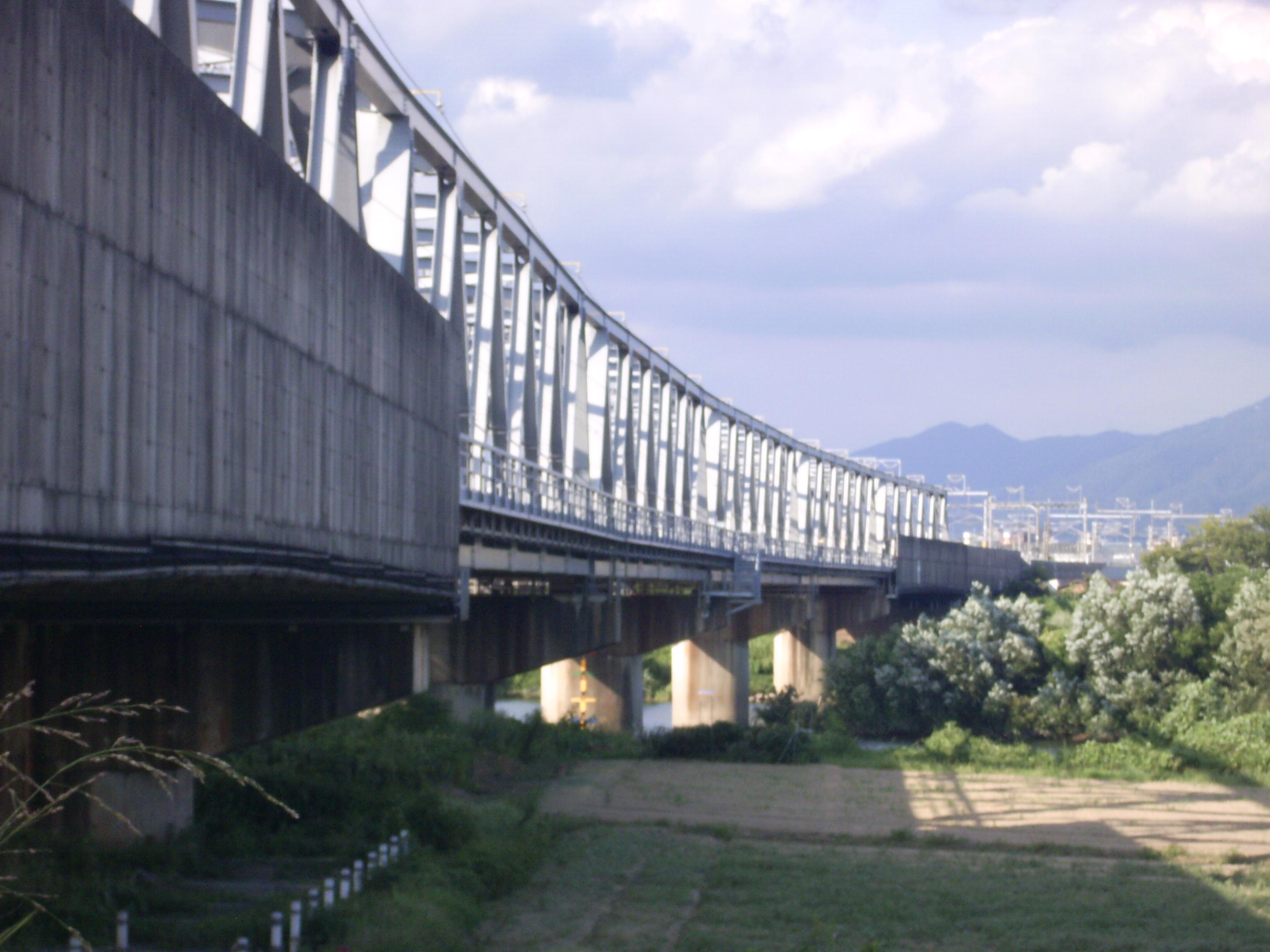
鉄橋自体がカーブする珍しい東海道新幹線の桂川橋梁

## 流域に有る上下水道施設
- 京北浄化センター

現在は京都市右京区京北地区の汚水処理する京都市の下水処理場。
- 胡麻浄化センター

南丹市日吉町胡麻に有る下水処理場、支流の胡麻川へ排水。
- 殿田浄化センター

南丹市日吉町殿田にある下水処理場。
- 西本梅浄化センター

南丹市園部町埴生にある下水処理場、西本梅川へ排水。
- 西部浄化センター

南丹市園部町黒田にある下水処理場、支流の園部川へ排水。
- 川東浄化センター

南丹市八木町諸畑にある下水処理場、支流の官山川へ排水。
- 南丹浄化センター

南丹市八木町山室にある桂川中流域下水処理場、窒素リンを除去する高度処理を行っている。
- 千代川浄水場

亀岡市と南丹市との境、JR嵯峨野線千代川駅ちかく、国道9号と大堰川との間にある亀岡市の浄水場。
- 年谷浄化センター

亀岡市三宅町にある亀岡市の下水処理場、支流の年谷川に排水。
- 保津浄化センター

亀岡市保津町にある下水処理場。
- 乙訓浄水場

嵐山から取水、京都市西京区京都大学桂キャンパス側にある京都府営水道の浄水場。NEDOの補助を受け沈殿池を30kWの太陽光発電パネルで覆っている、向日市・長岡京市・大山崎町に供給している。
- 鳥羽水環境保全センター

桂川と名神高速道路の交差部の北東にある京都市上下水道局の持つ最大の下水処理場、BODは国の基準「水1lに対して20mg」を下回る3mg前後まで浄化され窒素リンを除去する高度処理をほどして桂川と西高瀬川に排水している。また2013年8月沈殿池を覆う1000kWの太陽光発電パネルを設置された。
- 洛西浄化センター

長岡京市勝竜寺・京都市伏見区淀・大山崎町に跨る下水処理場。桂川右岸の京都市西京区・乙訓地区の下水を高度処理して浄化、桂川に流している。下水処理場の上部は運動公園として整備されている。
- いろは呑龍トンネル

桂川右岸乙訓地区の水害対策として造られた雨水貯留用トンネル。阪急洛西口駅 - 国道171号間の府道の地下の北幹線第1トンネルが2001年6月1日より運用開始、そこから国道171号の地下を名神高速道路との交差部まで掘り進められた北幹線第2、第3トンネルが2011年10月11日に竣工、現在の貯水量は10万8千立方メートル。貯めた雨水は乙訓ポンプ場から支流の西羽束師川へ放流される。平成25年の台風18号で特別警報が発表される前に満水して水害を防げなかったことから洛西浄化センターまで続く南幹線が平成26年度着工され、完成後の貯水量は約24万立方メートルとなる。

## ダム 可動堰 一覧
| 一次 支川名 （本川） | 二次 支川名 | 三次 支川名 | ダム名   | 堤高 (m) | 総貯水 容量 (千m3) | 型式   | 事業者     | 備考 |
| -------------------- | ----------- | ----------- | -------- | -------- | ------------------ | ------ | ---------- | ---- |
| 桂川                 | －          | －          | 世木ダム | 35.5     | 5,595              | 重力式 | 関西電力   |      |
| 桂川                 | －          | －          | 日吉ダム | 70.4     | 66,000             | 重力式 | 水資源機構 |      |

（注1）：黄色欄は建設中・再開発中もしくは計画中のダム（2011年現在）。
（注2）：赤欄は国土交通省、または嘉田滋賀県知事が建設凍結を表明したダム。

## 流域の水力発電所
桂川で関西電力が水力発電をしているのは京都市右京区京北町の黒田発電所(出力980kW)と南丹市の日吉ダム発電所（850kW）・日吉ダムの建設で半分以上沈んでいる世木ダムの取水口から約3kmのトンネルで送水された水でしている新庄発電所(出力7000kW)の3か所と、支流の清滝川に栂ノ尾発電所(750kW)・清滝発電所(250kW)の2か所がある。
それ以外に京都嵐山保勝会が嵐山渡月橋上流部に設置した出力5.5kWの小型水力発電機が有り、夜間「渡月橋周辺」をLED照明で照らし、余剰電力は関西電力に売却している。西高瀬川との分岐部を撮影された写真の分岐点右側に写る出っ張りのある白っぽい物体がサイフォン型発電機。